# Julian Brooke-Houghton
Julian Brooke-Houghton (16 de dezembro de 1946) é um velejador britânico, medalhista olímpico. Ele competiu nos Jogos Olímpicos de Verão de 1976 na classe Flying Dutchman e conquistou a medalha de prata, ao lado de Rodney Pattisson.
Brooke-Houghton já havia conquistado o título no Campeonato Mundial com Pattisson em La Rochelle em 1971.